# Campylopus pinfaensis
Campylopus pinfaensis är en bladmossart som beskrevs av Thériot 1909. Campylopus pinfaensis ingår i släktet nervmossor, och familjen Dicranaceae. Inga underarter finns listade i Catalogue of Life.